# Mike Luckovich
Michael Edward Luckovich (* 28. Januar 1960 in Seattle, Washington) ist ein US-amerikanischer Karikaturist und zweifacher Pulitzer-Preisträger.
Luckovich studierte Politikwissenschaften an der University of Washington, ehe er als Freiberufler erste Erfahrungen als Karikaturist sammeln konnte. Mitte der 1980er Jahre veröffentlichten die Tageszeitungen The Greenville News aus South Carolina und die New Orleans Times-Picayune seine Arbeiten. Für seine Karikaturen in The Atlanta Constitution erhielt er schließlich seinen ersten Pulitzer-Preis im Bereich Karikatur. Um 2000 zeichnete er sogar kurzzeitig einen Comic-Strip: SuperZeros, der von dümmlichen Superhelden handelt.
Kontroversen gab es 2009, als eine Karikatur den kurz zuvor erfolgten Tod von Michael Jackson zum Thema hatte.

## Preise & Auszeichnungen (Auswahl)
- 1995: Pulitzer-Preis/Karikatur für seine Karikaturen für The Atlanta Constitution
- 2005: Reuben Award für seine Karikaturen für The Atlanta Journal-Constitution
- 2006: Pulitzer-Preis/Karikatur für seine Karikaturen für The Atlanta Journal-Constitution